# بين كوهلر
بين كوهلر (بالإنجليزية: Ben Koehler)‏ هو لاعب كرة قاعدة أمريكي، ولد في 26 يناير 1877، وتوفي في 21 مايو 1961 في ساوث بند في الولايات المتحدة.